# قائمة الكاتدرائيات في لبنان

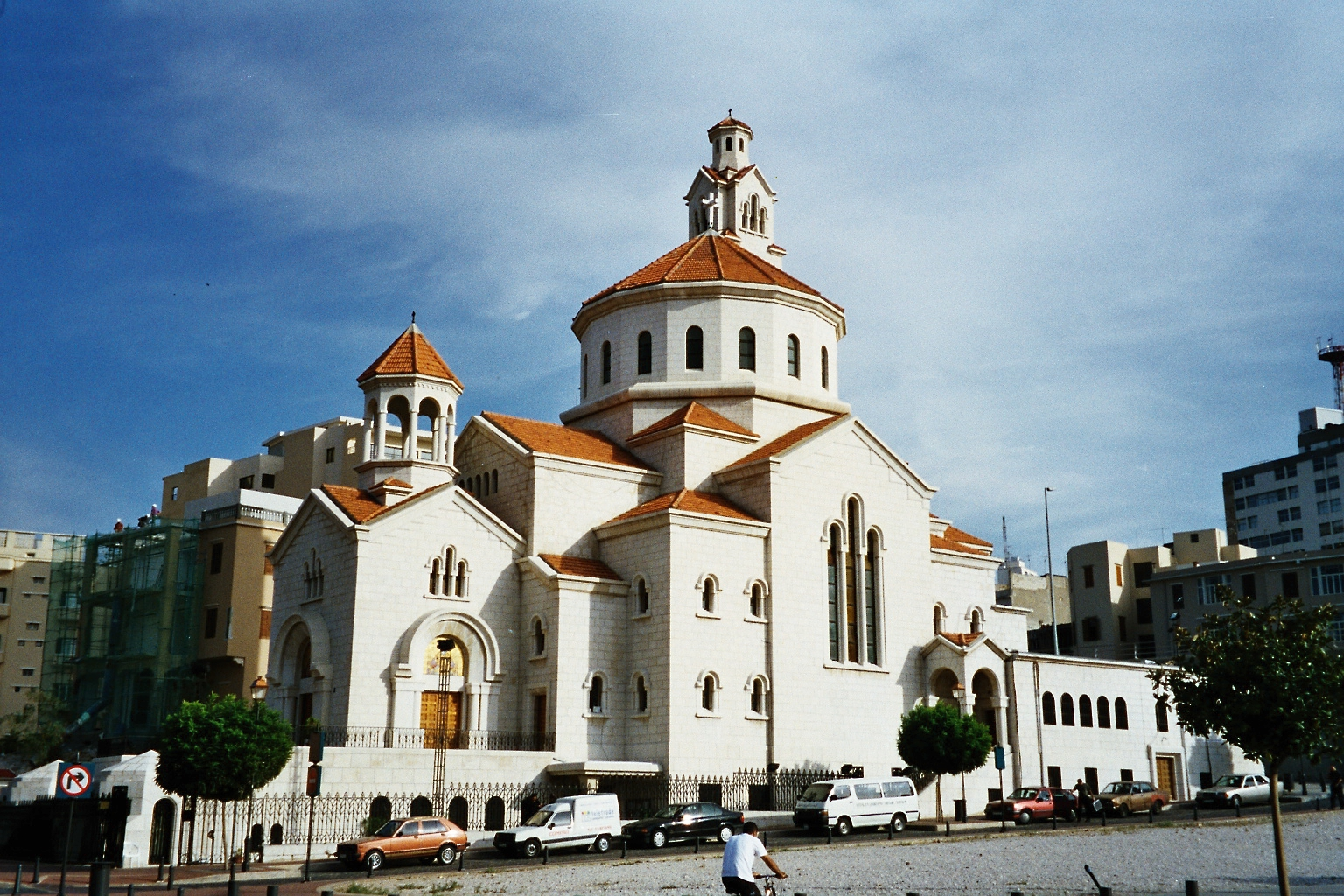
كاتدرائية القديس إيلي والقديس غريغوريوس المنور في بيروت اوالتي تتبع الكنيسة الأرمنية الكاثوليكية

تتناول هذه المقالة قائمة الكاتدرائيات في لبنان مرتبة حسب الطائفة.

## كاتدرائيات الكنيسة الكاثوليكية
| صورة المبنى | اسم الكاتدرائية                    | الموقع                          | الكنيسة التابعة لها            |
| ----------- | ---------------------------------- | ------------------------------- | ------------------------------ |
|             | الكرسي البطريركي للكنيسة المارونية | بلدة بكركي، قضاء كسروان         | الكنيسة المارونية              |
|             | كاتدرائية القديس جاورجيوس          | إهدن، قضاء زغرتا، محافظة الشمال |                                |
|             | كاتدرائية سيدة البشارة             |                                 | الكنيسة السريانية الكاثوليكية  |
|             | كنيسة سيدة زغرتا                   | زغرتا، محافظة الشمال            |                                |
|             | كاتدرائية القديسة بربارة           | بعلبك                           | كنيسة الروم الملكيين الكاثوليك |
|             | كاتدرائية القديس اسطفانوس          | قضاء البترون، محافظة الشمال     | الكنيسة المارونية              |
|             | كاتدرائية القديس لويس              | بيروت                           | الكنيسة اللاتينية              |
|             | كاتدرائية القديس الياس             | بيروت                           | كنيسة الروم الملكيين الكاثوليك |
|             | كاتدرائية مار مارون                | زغرتا                           | الكنيسة المارونية              |
|             | كاتدرائية القديس غريغوريوس         | بيروت                           | الكنيسة الأرمنية الكاثوليكية   |
|             | كاتدرائية القديس يوحنا مرقس        | جبيل                            | الكنيسة المارونية              |
|             | كاتدرائية القديس إيليا             | صيدا                            | الكنيسة المارونية              |
|             | كاتدرائية القديس نقولاوس           | صيدا                            | كنيسة الروم الملكيين الكاثوليك |
|             | كاتدرائية القديس ميخائيل           | طرابلس                          | الكنيسة المارونية              |
|             | الكاتدرائية المارونية              | صور                             | الكنيسة المارونية              |
|             | كاتدرائية سيدة النجاة              | زحلة                            | كنيسة الروم الملكيين الكاثوليك |
|             | كاتدرائية القديس روفائيل           | جبل لبنان                       | الكنيسة الكلدانية الكاثوليكية  |

## كاتدرائيات كنيسة الأرمن الأرثوذكس
| اسم الكاتدرائية                   | الكنيسة التابعة لها       | الموقع  |
| --------------------------------- | ------------------------- | ------- |
| كاتدرائية القديس غريغوريوس المنور | الكرسي الرسولي في قيليقية | أنطلياس |

## كاتدرائيات الكنيسة الأرثوذكسية الشرقية
| اسم الكاتدرائية           | الموقع                             | الكنيسة التابعة لها                      |
| ------------------------- | ---------------------------------- | ---------------------------------------- |
| كاتدرائية القديس جاورجيوس | بيروت                              | الكنيسة الأرثوذكسية اليونانية في أنطاكية |
| كاتدرائية القديس نقولا    | لأشرفية، بيروت                     |                                          |
| كاتدرائية القديس ديمتريوس | لأشرفية، بيروت                     |                                          |
| كاتدرائية القديس نقولاوس  | جبل لبنان                          |                                          |
| كاتدرائية القديس جاورجيوس | الجديدة، جبل لبنان                 |                                          |
| كاتدرائية القديس جاورجيوس | بصاليم، جبل لبنان                  |                                          |
| كاتدرائية القديس جاورجيوس | طرابلس                             | الكنيسة الأرثوذكسية اليونانية في أنطاكية |
| كاتدرائية القديس جاورجيوس | طرابلس                             |                                          |
| كاتدرائية القيامة         | كفرعقا، قضاء الكورة، محافظة الشمال |                                          |
| كاتدرائية القديس نيقولاوس | زحلة                               | الكنيسة الأرثوذكسية اليونانية في أنطاكية |
| كاتدرائية القديس نقولا    | صيدا، جنوب لبنان                   |                                          |